# Stójka (województwo lubelskie)
Stójka (Stójka Czemiernicka) – wieś w Polsce położona w województwie lubelskim, w powiecie radzyńskim, w gminie Czemierniki.
W latach 1975–1998 miejscowość administracyjnie należała do województwa bialskopodlaskiego.
Wieś stanowi sołectwo gminy Czemierniki. Według Narodowego Spisu Powszechnego z roku 2011 wieś liczyła 251 mieszkańców.
Wierni Kościoła rzymskokatolickiego należą do parafii św. Stanisława w Czemiernikach.